# Cambron-Casteau
Pour les articles homonymes, voir Cambron (homonymie).
Cambron-Casteau (en picard Cambron Castiau, en wallon Cambron-Tchestea) est une section de la commune belge de Brugelette située en Région wallonne dans la province de Hainaut.
C'était une commune à part entière avant la fusion des communes de 1977.

## Étymologie
L’origine du nom Cambron vient du celtique cambrone lui-même du gaulois cambo qui veut dire « courbe ».
Celle de Casteau vient clairement de Castellum signifiant « lieu fortifié ».

## Évolution démographique
- Sources : INS, Rem. : 1831 jusqu'en 1970 = recensements, 1976 = nombre d'habitants au 31 décembre.

## Histoire
“Dès le XIIe siècle, Cambron abrite une abbaye cistercienne dont le rayonnement s’étend rapidement au-delà du comté de Hainaut. De nombreux vestiges témoignent de ce passé : la tour abbatiale du XVIIIe siècle, la crypte, quatre tombeaux à enfeu nichés dans un mur de la nef, le donjon qu’une légende populaire attribue aux Vikings, le magnifique escalier enjambant la rivière Blanche et la ferme abbatiale au centre de laquelle trône une étonnante remise à chariots.” Le château, construit au XIXe siècle, est situé, comme les autres bâtiments, au cœur du parc Pairi Daiza, domaine de Cambron.
Il existe à Bermeries (Bavaisis) une ferme CAMBRON, ancienne ferme dîmière du XVIIIe siècle, qui dépendait de l’abbaye de Cambron, en Belgique. Sa grange dîmière, toute en brique, servait à contenir l’impôt en nature prélevé par le clergé ; une girouette, représentant un moine poussant le soc, culmine au sommet du porche-pigeonnier et rappelle les liens avec la maison mère. Il était question à une époque d’y fonder un monastère, dépendant de Clairvaux, sur des terres provenant du sire Anselme de Trazegnies ; mais le comte de Hainaut et l’évêque de Cambrai s’y opposèrent, car Gilles de Trazegnies, qui prétendait avoir des droits sur les terres et biens donnés en faveur de la fondation, molesta des moines ; le projet de monastère fut donc abandonné.
Il existe également à Wodecq (Ellezelles) la ferme de Cambronchaux (ou Cambroncheau), autre ancienne ferme dîmière, qui dépendait de l’Abbaye de Cambron. Certains bâtiments sont datés de 1783 et 1791, mais l'activité de la ferme remonte à bien plus loin. Les moines de l'Abbaye possédaient déjà cette ferme au  XIIIe siècle,,.
En 1136 est mentionné à Fontaine-les-Vervins, dans l’Aisne, un hameau d’abord nommé Cameron puis plus tard Cambron, dont le nom vient du latin camera, signifiant “voûte” ; cette même origine est attribuée au nom de la ville de Cambrai par E. Mannier. Les architectes romains appelaient camera le plafond voûté d’une chambre ; on a retrouvé au XIXe siècle, à Cambron, les vestiges d’une villa romaine dont les chambres étaient probablement à plafond voûté. Notre verbe cambrer, courber en arc, n’a d’ailleurs pas d’autre origine, selon Pierre Bloume auteur de Histoire de Fontaine les Vervins. Il y eut, dans cette ville, un château et une seigneurie de Cambron dont les seigneurs étaient de la famille de Coucy dont ils portaient le nom, alors qu’aucun d’eux ne s’est appelé De Cambron. Leur généalogie sera cependant citée en annexe, bien que ceux-ci ne soient pas apparentés aux De Cambron du Ponthieu.

## Héraldique
|  | Les armes sont dérivées des armes des comtes de Mastaing de Jauche, les derniers seigneurs de Cambron-Casteau au XVIIIe siècle. La famille a acquis le domaine au début du XVIIe siècle et en a été propriétaire jusqu'en 1793. Blasonnement : De gueules à la fasce d'or accompagnée en chef d'une divise vivrée du même. - Arrêté royal : 22 mai 1909 |

## Patrimoine et culture

### Culture

#### Représentation artistique
- Le Parc de Cambron-Casteau, huile sur toile, par Auguste Gerboux, 1876.

## Patronymie
Si l’on se réfère au livre de Frans DEBRABANDERE Woordenboek van de Familienamen in Belgie & Noord-Frankrijk (1993), le patronyme Decambron et ceux qui lui sont associés (Cambron, Gambron, Cameron) tire son origine du nom de lieu Cambron, dans le Hainaut belge.
Parmi les porteurs de ce nom répertoriés dans des documents anciens, l’auteur cite :
- en 1231, Jakemes de Camberone à Tournai [Doornik], (source : A. D’Herbomez Chartes de l’abbaye de Saint-Martin de Tournai, Bruxelles 1898-1901, tome 1 p. 387)
- en 1279, Jehans Cambrons à Mons [Bergen], (source : Charles Pierard Les plus anciens comptes de la ville de Mons (1279-1356), Comm. roy. d’histoire, Bruxelles 1971-73, p. 542)
- en 1374, Jan Cameroen à Grammont [Geraadsbergen] (source : A ; Schrever Bijdrage tot de studie van de pesoonsnamen te Geraardsbergen in 1374 en 1414, liv. verh. Louvain 1969)
- en 1396 Gillis Cameroen à Parike (source : J De Brouwer Buitenpoortersboek van Geraadsbergen Land van Aalst VI, 1954 p.44)

Cependant, l’origine du patronyme DE CAMBRON est plus ancienne encore que celle qu’avance Frans DEBRABANDERE, puisque l’on trouve en 1100, un certain Achard De CAMBRON, bienfaiteur du prieuré Saint-Pierre d’Abbeville : il existe, à la sortie ouest de cette cité du Ponthieu, une petite ville nommée Cambron, possédant une église dotée d’un chœur gothique (il serait intéressant de connaître le lien de cette ville avec l’abbaye du Hainaut belge).

## Économie

### Tourisme
Un parc animalier, Pairi Daiza (anciennement Paradisio), s'est installé dans le site de l'ancienne abbaye de Cambron.

## Galerie de photos

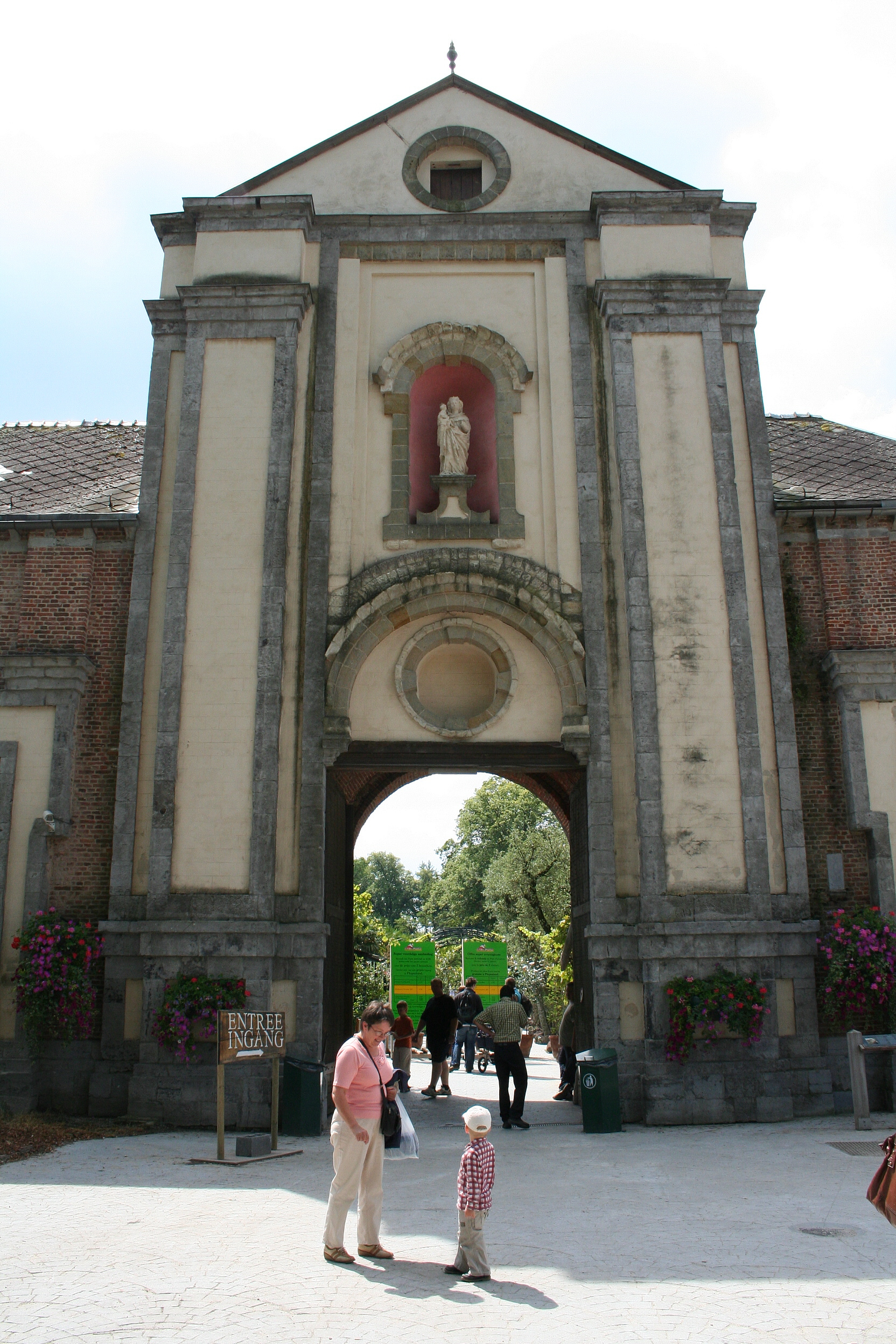
Cambron-Casteau, porche d'entrée de l'ancienne abbaye.
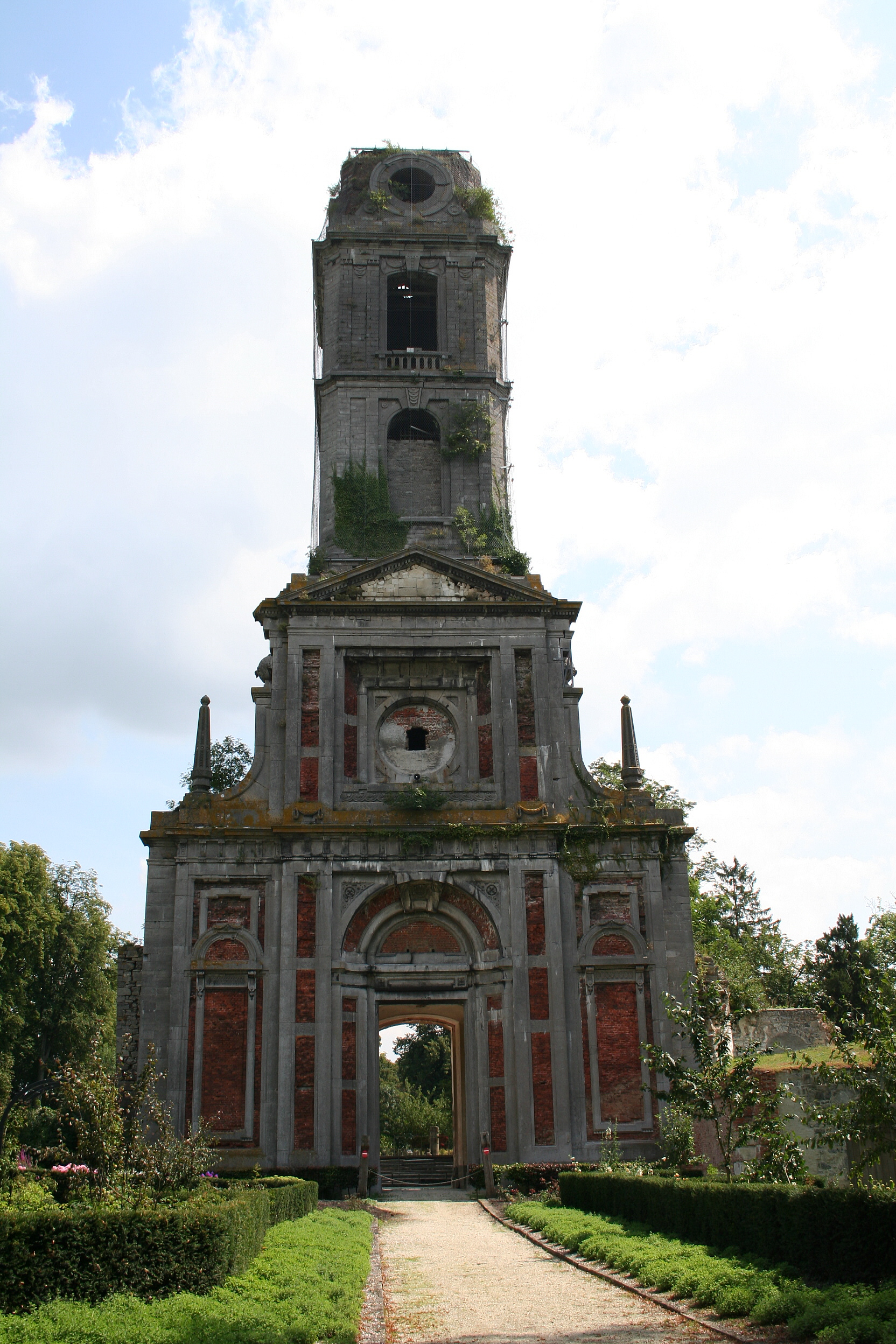
Cambron-Casteau, tour de l'ancienne église abbatiale (1774).
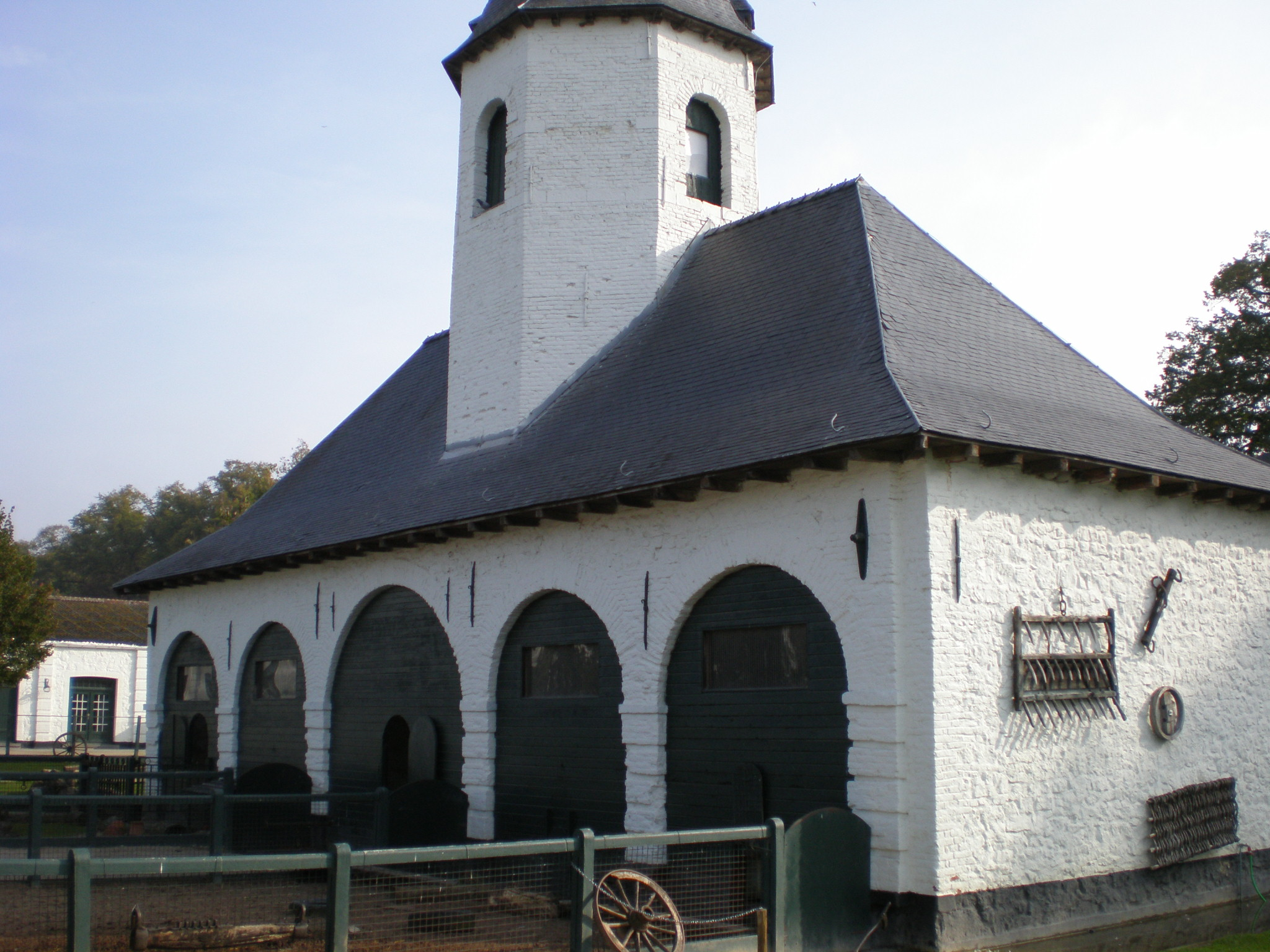
Remise à chariots.
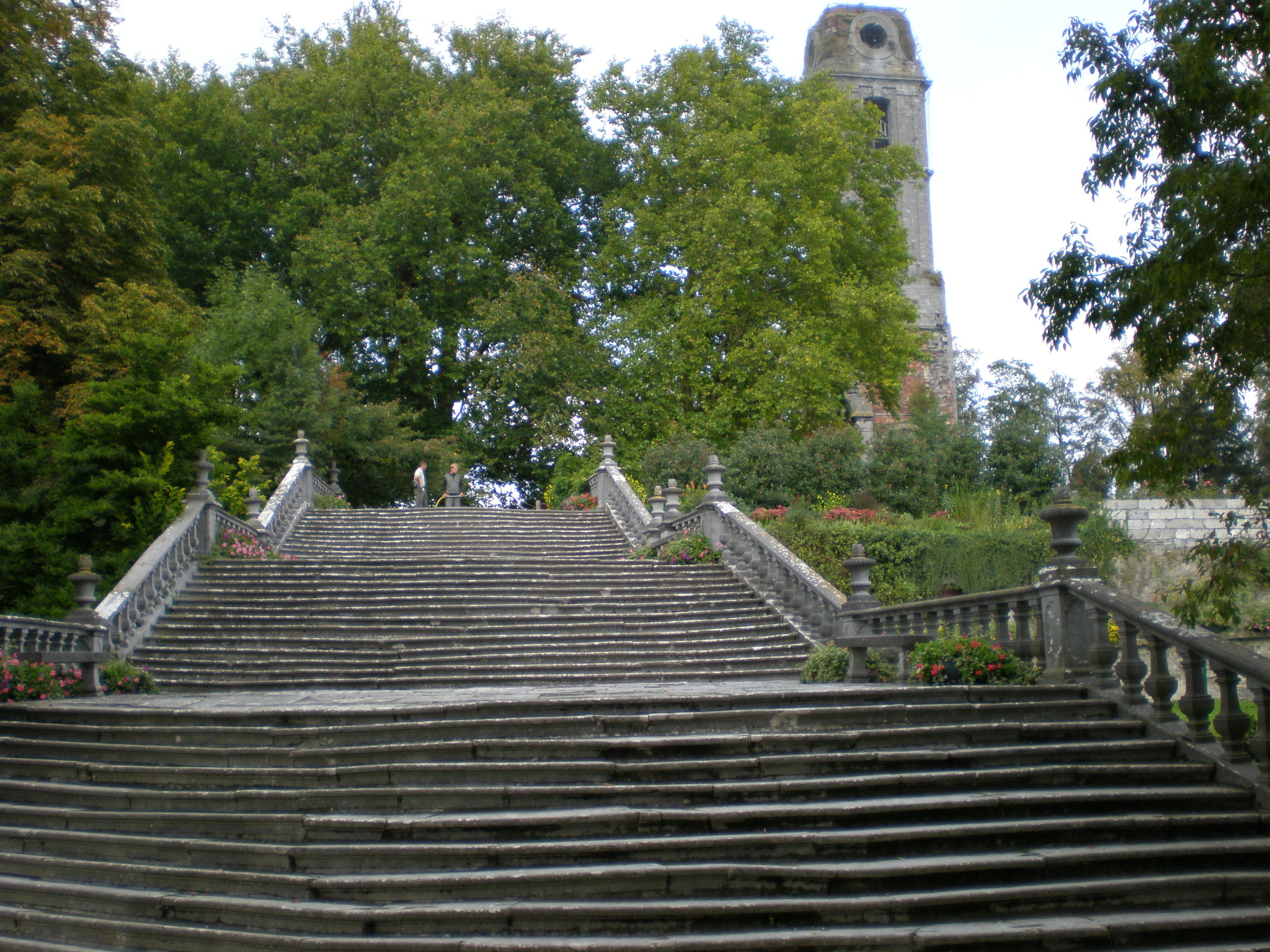
Escalier monumental.
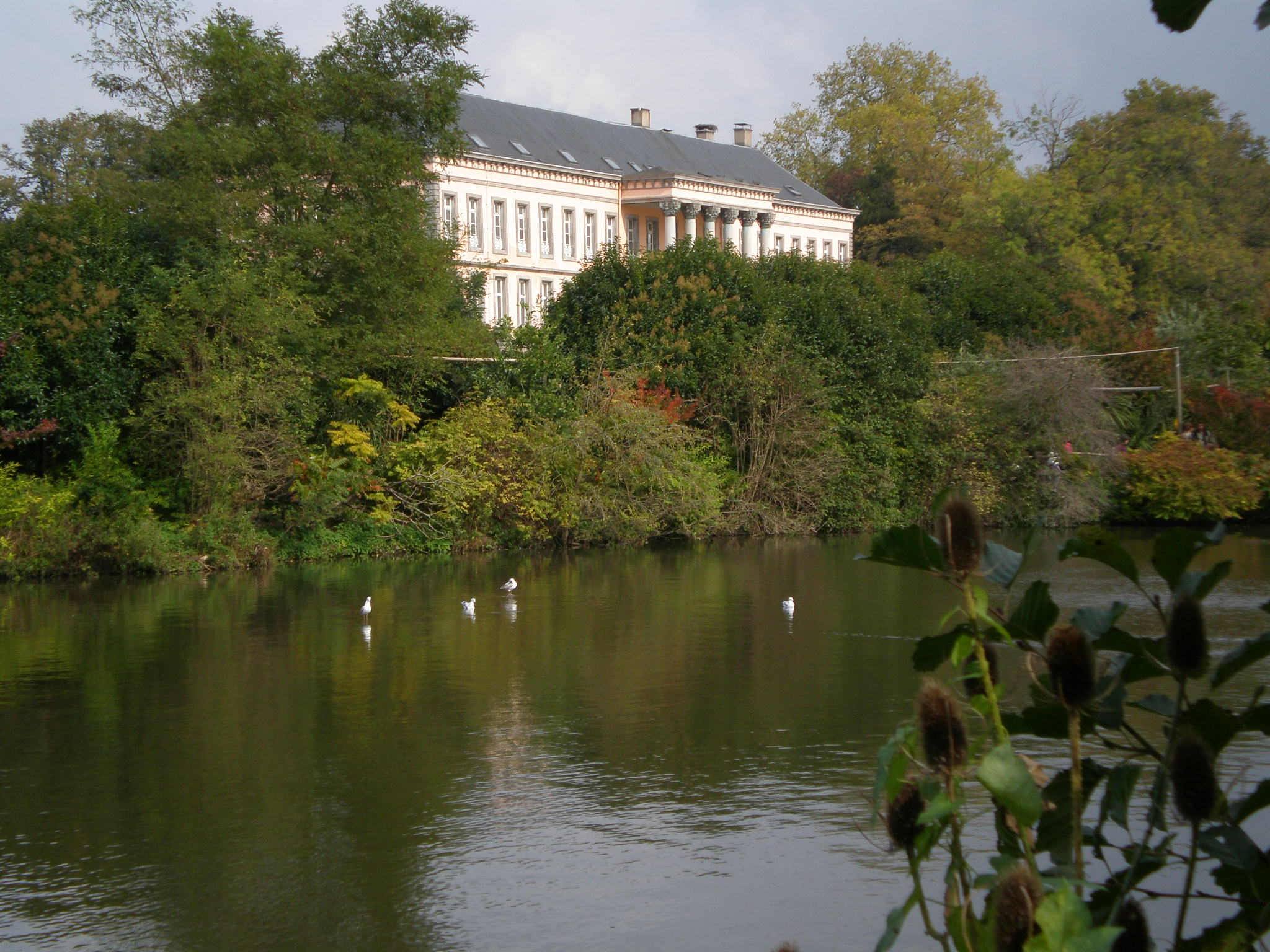
Le château néo-classique.
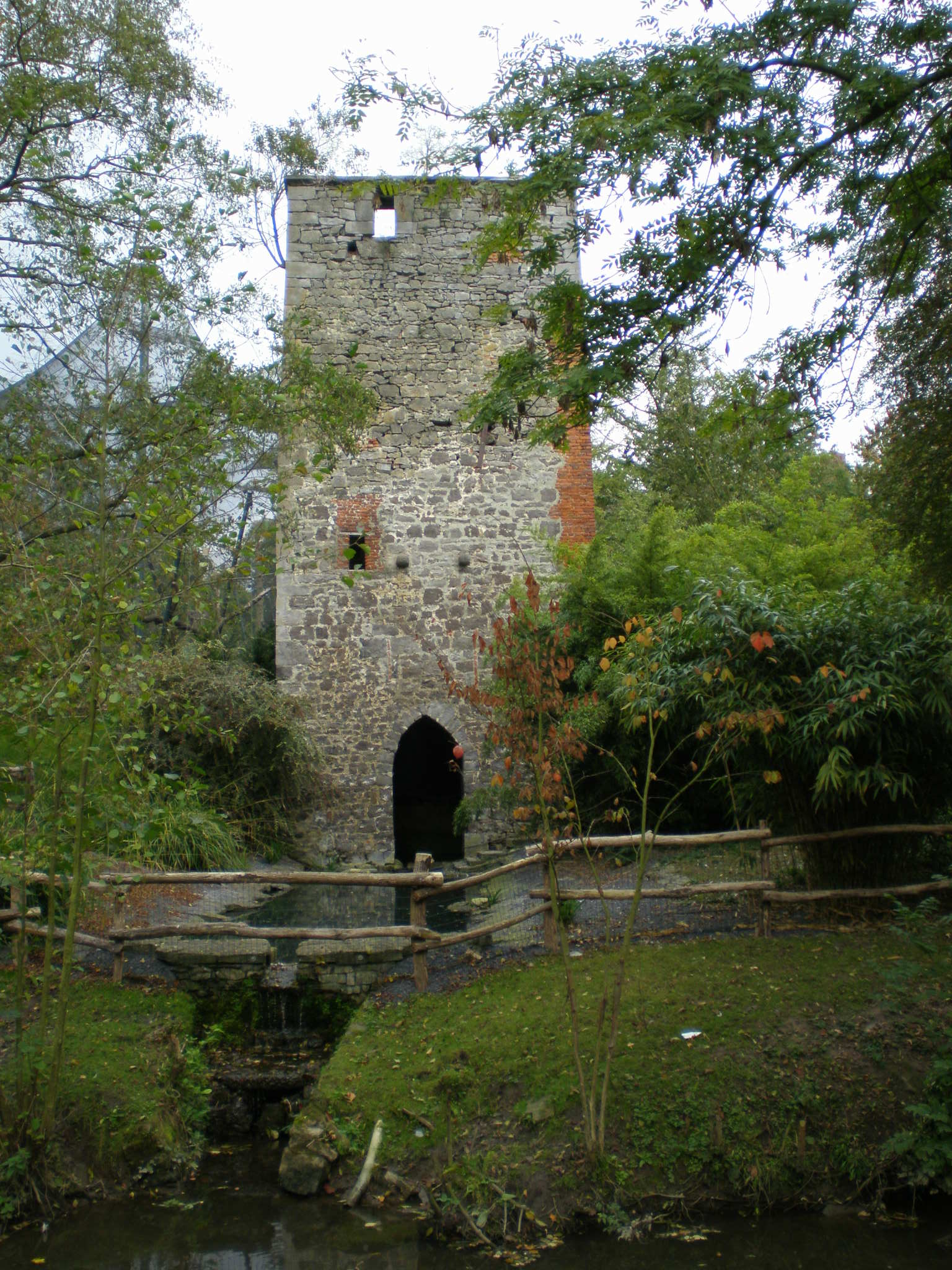
La tour romane.
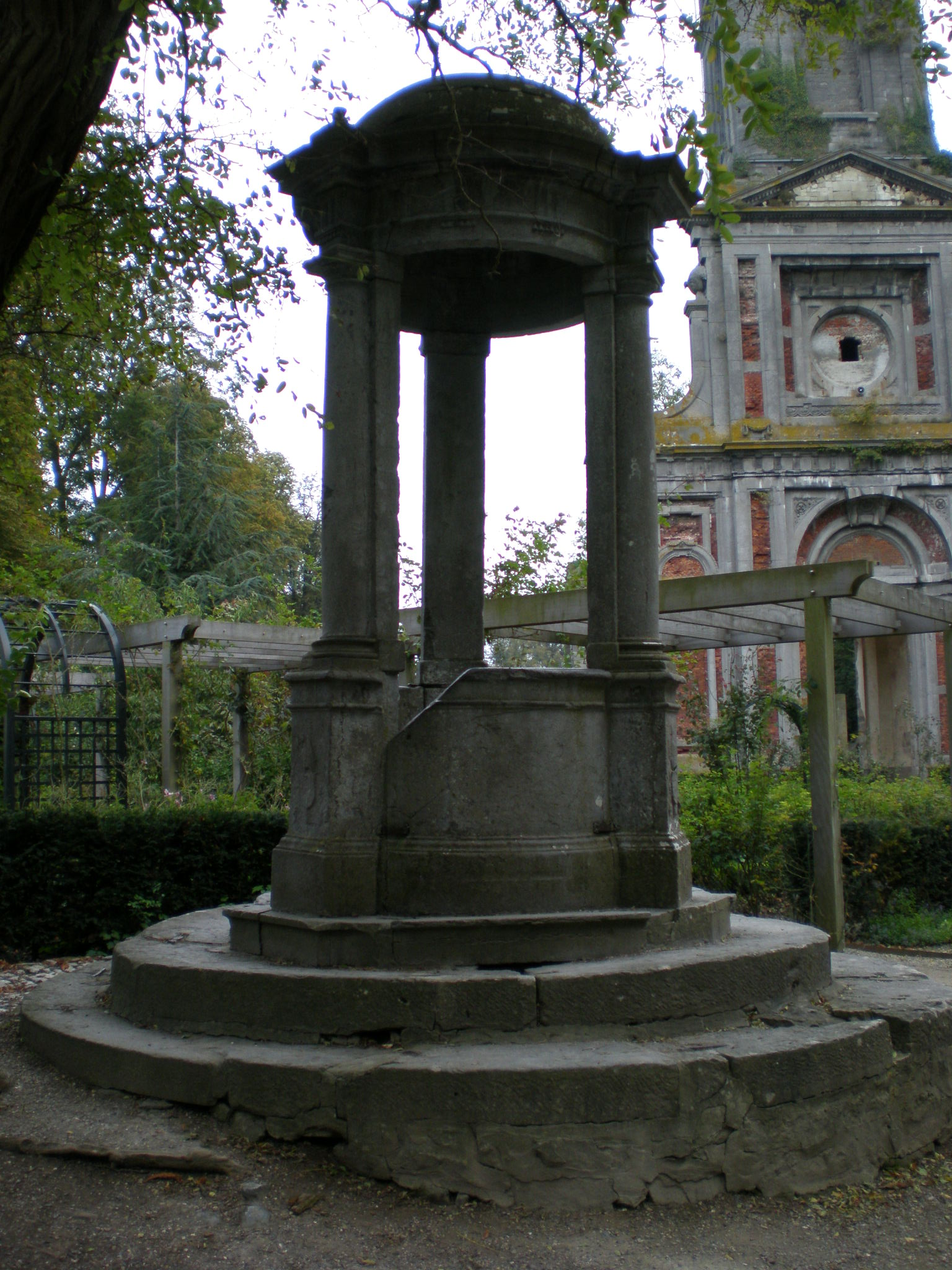
Le puits.
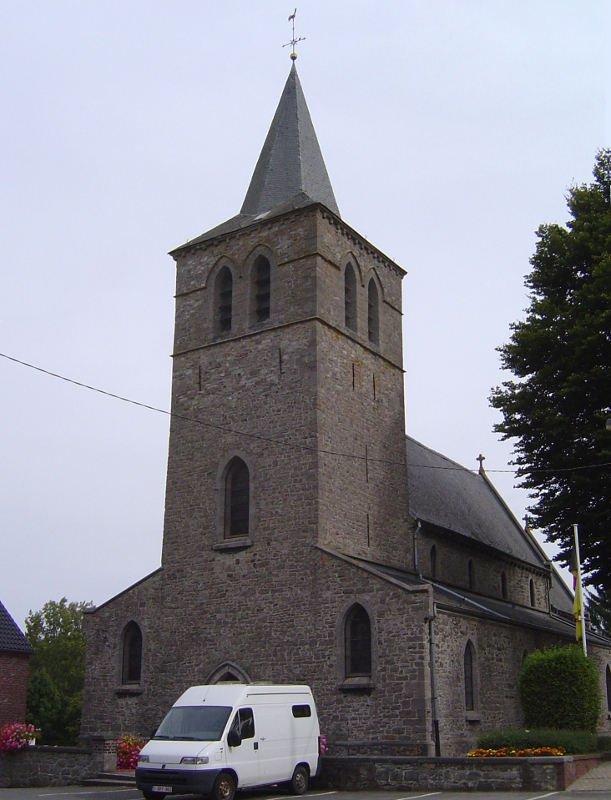
Église Saint-Vincent.
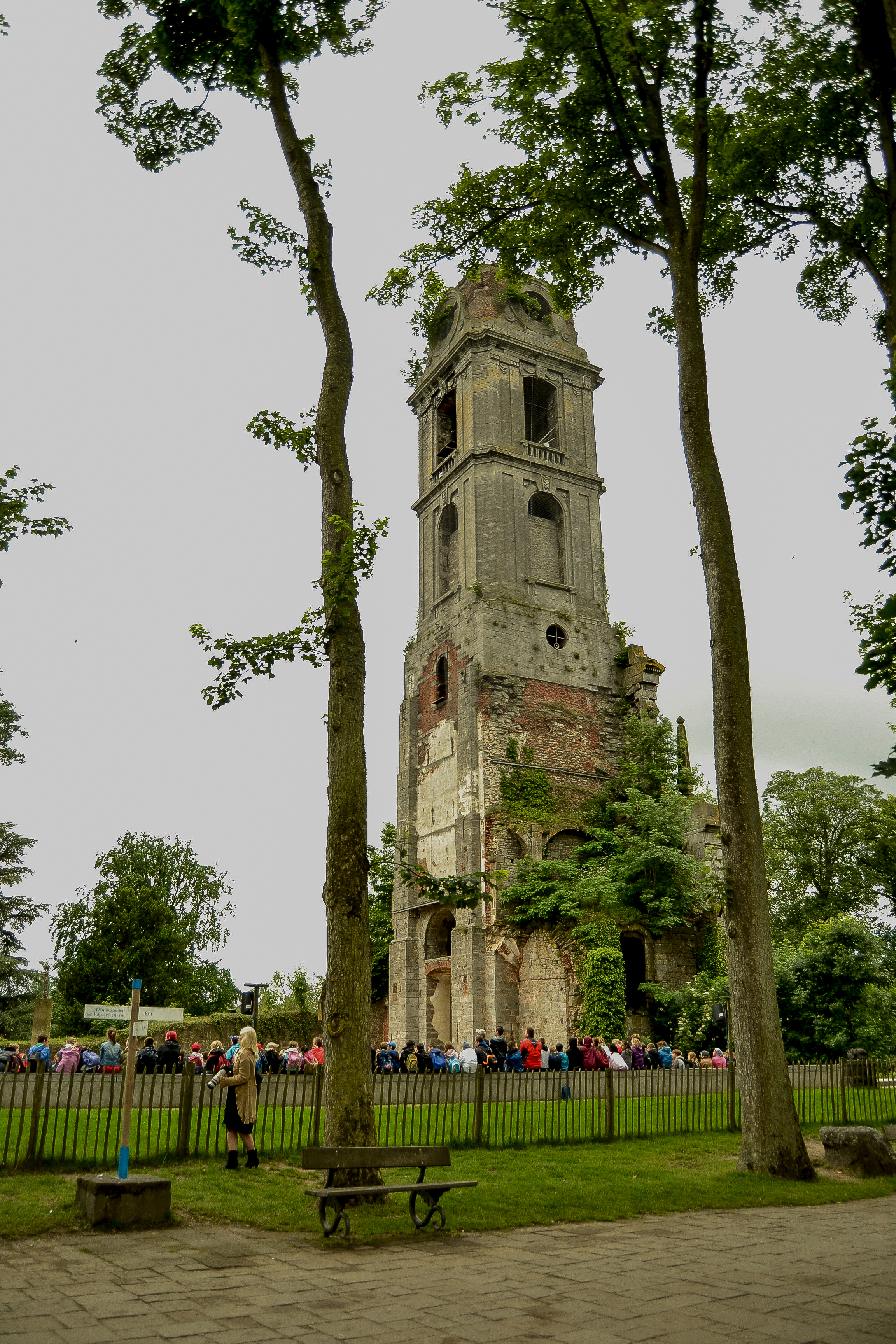
Tour de Cambron dans l'enceinte du parc Pairi Daiza.

## Personnalité
- Le bienheureux Fastré de Cambron (mort en 1163), abbé de Cambron, puis de Clairvaux et Cîteaux, est né au château de Gaviamez, à Cambron.